# 20329 Manfro
20329 Manfro è un asteroide della fascia principale. Scoperto nel 1998, presenta un'orbita caratterizzata da un semiasse maggiore pari a 2,3850628 UA e da un'eccentricità di 0,0444621, inclinata di 5,69335° rispetto all'eclittica.